# De caza con papá
The Legacy of a Whitetail Deer Hunter es una película estadounidense de comedia dirigida por Jody Hill y escrita por Hill, John Carcieri y Danny McBride. La película es protagonizada por Josh Brolin, Montana Jordan y McBride. Se estrenó en el festival South by Southwest 2018 y luego fue estrenada en todo el mundo el 6 de julio de 2018 por Netflix. 

## Sinopsis
El gran cazador Buck Ferguson y su camarógrafo de confianza Don se embarcan en una épica aventura de fin de semana para reconectarse con el hijo de Buck. 

## Reparto
- Josh Brolin como Buck Ferguson, el padre de Jaden, el exesposo de Linda y el amigo de Don.
- Montana Jordan como Jaden Ferguson, el hijo de Linda y Buck.
- Danny McBride como Don, el amigo de confianza de Buck Ferguson.
- Carrie Coon como Linda Ferguson, la exesposa de Buck y la madre de Jaden.
- Scoot McNairy como Greg, el novio de Linda.

## Producción
En junio de 2015, se anunció que Danny McBride y Josh Brolin protagonizarían la película. En noviembre de 2015, se informó que Montana Jordan fue elegido para la película. En enero de 2016, Scoot McNairy se unió al elenco.